# باول بليك (لاعب هوكي الحقل)
باول بليك (بالإنجليزية: Paul Blake)‏ هو لاعب هوكي الحقل جنوب أفريقي، ولد في 16 أبريل 1983.

## وصلات خارجية
- باول بليك على موقع الاتحاد الدولي للهوكي (الإنجليزية)
- باول بليك على موقع أوليمبيديا (الإنجليزية)